# Deutsche Meisterschaften im Biathlon 2001
Die Deutschen Meisterschaften im Biathlon wurden 2001 zum 30. Mal ausgetragen. Veranstaltungsort war die DKB-Ski-Arena in Oberhof. Erstmals wurden die Titelkämpfe nicht im Winter und auf Schnee durchgeführt, sondern im September und auf Rollskiern. Neben deutschen Athletinnen waren auch Gastläuferinnen aus Frankreich am Start.

## Austragungsorte und Rennen
Oberhof:
- 19. September: Einzel, 15 km (Frauen) und 20 km (Männer).
- 21. September: Sprint, 7,5 km (Frauen) und 10 km (Männer).
- 22. September: Verfolgung, 12,5 km (Frauen) und 15 km (Männer).
- 23. September: Staffel, 4 × 5 km (Frauen) und 4 × 7,5 km (Männer).

## Frauen

### Einzel 15 km
| Platz | Name             | Verein | Zeit / Fehler |
| ----- | ---------------- | ------ | ------------- |
| 1     | Martina Glagow   |        | 42:43,4/0     |
| 2     | Martina Zellner  |        | +44:29,5/2    |
| 3     | Simone Denkinger |        | +45:28,2/4    |
| 4     | Ina Menzel       |        | +46:12,7/2    |
| 5     | Kati Wilhelm     |        | +49:26,9/7    |
| 6     | Yvonne Forberger |        | +49:32,7/1    |
| 7     | Sabrina Buchholz |        | +49:36,6/3    |
| 8     | Peggy Wagenführ  |        | +50:04,1/7    |

Datum: 19. September 2001

### Sprint 7,5 km
| Platz | Name             | Verein     | Zeit / Fehler |
| ----- | ---------------- | ---------- | ------------- |
| 1     | Janet Klein      |            | 26:43,7/0     |
| 2     | Kati Wilhelm     |            | +15,1/1       |
| 3     | Uschi Disl       |            | +46,2/4       |
| 4     | Katrin Apel      |            | +54,0/4       |
| 5     | Simone Denkinger |            | +1:26,4/3     |
| 6     | Ina Menzel       |            | +1:32,4/1     |
| 7     | Martina Glagow   |            | +1:36,6/2     |
| 8     | Sandrine Bailly  | Frankreich | +1:46,3/1     |
| 9     | Florence Baverel | Frankreich | +2:00,0/1     |
| 10    | Martina Zellner  |            | +2:00,3/3     |

Datum: 21. September 2001

### Verfolgung 12,5 km
| Platz | Name             | Verein     | Zeit / Fehler |
| ----- | ---------------- | ---------- | ------------- |
| 1     | Kati Wilhelm     |            | 1:01:02,3/5   |
| 2     | Martina Glagow   |            | +1:14,1/1     |
| 3     | Uschi Disl       |            | +1:43,0/7     |
| 4     | Andrea Henkel    |            | +1:56,2/2     |
| 5     | Simone Denkinger |            | +2:02,1/5     |
| 6     | Janet Klein      |            | +2:05,9/8     |
| 7     | Katrin Apel      |            | +2:24,5/8     |
| 8     | Florence Baverel | Frankreich | +3:05,3/3     |
| 9     | Ina Menzel       |            | +3:07,6/5     |
| 10    | Peggy Wagenführ  |            | +3:17,5       |

Datum: 22. September 2001

### 4 × 5 km Staffel
| Platz | Verband      | Sportler                                 | Zeit / Fehler |
| ----- | ------------ | ---------------------------------------- | ------------- |
| 1     | Thüringen I  | Katrin Apel Andrea Henkel Kati Wilhelm   |               |
| 2     | Sachsen      | Katja Beer Peggy Wagenführ Ina Menzel    |               |
| 3     | Thüringen II | Sabrina Buchholz Janet Klein Jenny Adler |               |

Datum: 23. September 2001

## Männer

### Einzel 20 km
| Platz | Name               | Verein | Zeit / Fehler |
| ----- | ------------------ | ------ | ------------- |
| 1     | Peter Sendel       |        | 51:26,4/2     |
| 2     | René Gerth         |        | 52:14,3/2     |
| 3     | Sven Fischer       |        | 52:37,4/4     |
| 4     | Jörn Wollschläger  |        | 54:29,2/5     |
| 5     | Hans Stöckl        |        | 54:35,4/2     |
| 6     | Norman Köhler      |        | 54:42,9/4     |
| 7     | Michael Greis      |        | 54:45,5/5     |
| 8     | Ricco Groß         |        | 54:46,6/5     |
| 9     | Andreas Birnbacher |        | 55:38,8/5     |
| 10    | Daniel Graf        |        | 55:47,2/4     |

Datum: 19. September 2001

### Sprint 10 km
| Platz | Name              | Verein | Zeit / Fehler |
| ----- | ----------------- | ------ | ------------- |
| 1     | Jörn Wollschläger |        | 29:14,0/1     |
| 2     | Carsten Heymann   |        | +21,2/0       |
| 3     | Ricco Groß        |        | +34,3/1       |
| 4     | Carsten Pump      |        | +1:02,9/3     |
| 5     | Peter Sendel      |        | +1:12,3/1     |
| 6     | Sven Fischer      |        | +1:20,2/3     |
| 7     | Frank Luck        |        | +1:23,5/3     |
| 8     | Marco Morgenstern |        | +1:36,4/2     |
| 9     | Andreas Stitzl    |        | +1:46,4/4     |
| 10    | René Gerth        |        | +1:57,4/2     |

Datum: 21. September 2001

### Verfolgung 15 km
| Platz | Name                | Verein | Zeit / Fehler |
| ----- | ------------------- | ------ | ------------- |
| 1     | Peter Sendel        |        | 1:07,07,9/0   |
| 2     | Jörn Wollschläger   |        | +7,3/4        |
| 3     | Carsten Heymann     |        | +14,1/1       |
| 4     | René Gerth          |        | +1:20,9/0     |
| 5     | Ricco Groß          |        | +1:23,8/5     |
| 6     | Carsten Pump        |        | +1:37,0/4     |
| 7     | Frank Luck          |        | +2:03,0/4     |
| 8     | Sven Fischer        |        | +2:11,7/8     |
| 9     | Andreas Stitzl      |        | +2:12,9/4     |
| 10    | Gunar Bretschneider |        | +2:37,4/3     |

Datum: 22. September 2001

### 4 × 7,5 km Staffel
| Platz | Verband     | Sportler                                     | Zeit / Fehler |
| ----- | ----------- | -------------------------------------------- | ------------- |
| 1     | Thüringen I | Jörn Wollschläger Sven Fischer Peter Sendel  |               |
| 2     | Bayern I    | Andreas Birnbacher Andreas Stitzl Ricco Groß |               |
| 3     | Sachsen I   | Marco Morgenstern René Gerth Carsten Heymann |               |

Datum: 23. September 2001